# Teo Milea
Teo Milea (n. 21 aprilie 1982, Chișineu Criș, județul Arad) este un pianist și compozitor român.

## Biografie
A început să cânte la pian la vârsta de 6 ani la Liceul de muzică „Sabin Drăgoi” din Arad și a urmat cursurile Facultății de Muzică, de la Universitatea de Vest din Timișoara, pe care a absolvit-o în anul 2005.
După absolvirea facultății a făcut parte din câteva trupe de jazz, precum Horea Crișovan Quartet sau The Trumpet Sound, împreună cu care a cântat în diferite cluburi și festivaluri din Timișoara, Arad sau Caraș Severin, a lucrat cu Amalia Gaiță la proiectele muzicale „Sounds of Christmas” și „Culori” și au susținut împreună candidatura Timișoarei la titlul de Capitală Culturală Europeană 2021. 
De Paști, în anul 2011, a susținut un concert la Berna, în Elveția. 
În iulie 2012 a lansat la Timișoara albumul on white... and black keys, iar apoi a susținut recitaluri la Viena, Nürnberg, Dortmund și în 25 octombrie la București, la Godot Cafe-teatru. La 1 decembrie 2012 a susținut un concert la Comandamentul României de la NATO, de la Bruxelles, cu ocazia Zilei Naționale a României. Albumul on white... and black keys a câștigat locul al II-lea la categoria Albumul clasic al anului 2014 la Radio SoloPiano.com din Statele Unite ale Americii. 
La 26 iulie 2013 s-a căsătorit cu Raluca Milea, care se ocupă de partea managerială a proiectelor sale.
În anul 2015 a lansat albumul Open Minds printr-un concert la Sala Capitol a Filarmonicii Banatul din Timișoara, concert care a reprezentat și un rămas bun înaintea plecării în Canada.  S-a mutat la Toronto la 21 octombrie 2015. Albumul Open Minds a câștigat locul I la categoria Albumul clasic al anului 2015 la Radio SoloPiano.com.
A fost unul dintre cei patru finaliști ai concursului CBC Music's Searchlight 2016 organizat de către radioul de stat canadian CBC, cu piesa Ireversibil. La acest concurs au fost înscrise peste 2.000 de piese.
În februarie 2017 a concertat la Chicago, iar în mai 2017 a susținut concerte la The Jazz Room, Waterloo, Ontario, Al Green Theatre, Toronto și la Conservatoire de Musique du Québec la Montréal.

## Discografie
- on white... and black keys, (pe clape albe... și negre), 2012
- Open Minds, (Minți deschise), 2015

## Premii
- Locul al II-lea la categoria Albumul clasic al anului 2014 la Radio SoloPiano.com cu albumul on white... and black keys;
- Locul I la categoria Albumul clasic al anului 2015 la Radio SoloPiano.com cu albumul Open Minds;
- Finalist al CBC Music's Searchlight 2016 cu piesa Ireversibil, albumul on white... and black keys.